# Gemeiner Grauwicht
Der Gemeine Grauwicht (Lasiopogon cinctus), manchmal auch Gemeine Dohlenfliege genannt, ist ein Zweiflügler aus der Familie der Raubfliegen (Asilidae).

## Merkmale
Der Gemeine Grauwicht erreicht eine Körperlänge von 7 bis 12 Millimetern und gehört somit in Mitteleuropa zu den kleineren Raubfliegenarten.
Die Grundfärbung des Körpers ist dunkelgrau bis schwarz, hellgraue Querbinden im apikalen Bereich der Hinterleibssegmente kontrastieren diese. Auch die Beine sind dunkel gefärbt, metacoxal sind keine Fortsätze ausgebildet. Der Thorax ist dunkel behaart, das Scutum trägt einen medialen Streifen. Im ebenfalls behaarten Gesichtsbereich ist ein deutlicher Gesichtshöcker ausgebildet, dessen Fläche weit über den Mundbereich hinaus reicht.

## Vorkommen
Das Verbreitungsgebiet der Art erstreckt sich von Bulgarien und dem Balkan über Italien und weite Teile des europäischen Festlands nördlich bis an das Nordmeer und östlich bis ins östliche Russland. Innerhalb Deutschlands liegen die meisten bekannten Vorkommen im norddeutschen Tiefland, im Raum Berlin und in Sachsen.

## Lebensweise
Die Flugzeit des Gemeinen Grauwichts in Mitteleuropa beginnt etwa Mitte April und dauert bis Anfang Juli. Im norddeutschen Tiefland werden sowohl Wälder, die im Frühjahr nur etwas Sonnenlicht bis zum Boden durchlassen, als auch offene Bereiche wie Magerrasen und Gärten besiedelt. Bodenart und Feuchtigkeitsgehalt scheinen hier keinen Einfluss auf die Standortwahl zu haben. In Süddeutschland dagegen scheint die Art wesentlich stärker an trockene und warme, oft sandige, Kleinlebensräume gebunden zu sein. Daher wäre es denkbar, dass es sich bei den nord- und süddeutschen Populationen um zwei verschiedene Arten handeln könnte.
Ein sprunghafter Anstieg der Individuenzahl zu Beginn der Flugzeit mit einer anschließenden Phase ohne weitere Populationszunahme lässt auf einen nahezu gleichzeitigen Schlupf der Imagines aus den Puppen schließen. Im Mai geht die Anzahl der Fliegen dann deutlich zurück.
Der Gemeine Grauwicht gehört zu den Raubfliegenarten, die sich vorzugsweise in Bodennähe aufhalten. Die Tiere suchen hier besonnte, vegetationslose Bereiche auf, wobei Aststücke, Blätter oder Kiefernnadeln als Ansitz dienen. Um die oftmals nur begrenzte Wärme im zeitigen Frühjahr auszunutzen, wird der Körper dabei meist zur Sonne hin ausgerichtet. In kälteren Witterungsphasen suchen die Tiere Schutz in der Vegetation oder unter liegendem Totholz. Vom Ansitz aus werden vorüberfliegende Insekten gejagt, wobei andere Fliegen, vorzugsweise mit einer Größe von 4–6 mm, erbeutet werden. Paarungen finden meist nachmittags oder abends statt. Hierzu packt ein anfliegendes Männchen ein ansitzendes Weibchen, dreht dieses auf den Rücken und ergreift mit seinen Haltezangen den weiblichen Ovipositor. Die Paarung findet dann in einander entgegengesetzter Körperposition statt. Die Eiablage erfolgt an sandigen Stellen in den Erdboden, wo sich dann auch die Larven entwickeln.

## Gefährdung
Die Art ist in Deutschland weit verbreitet und die vorliegenden Daten lassen keine negative Bestandsentwicklung erkennen. Sie gilt daher in Deutschland als ungefährdet.

## Taxonomie
Die Art wurde 1781 von Johann Christian Fabricius als  Asilus cinctus  beschrieben und von Hermann Loew 1847 in die neu aufgestellte Gattung Lasiopogon gestellt. Weltweit umfasst die Gattung etwa 120 Arten (Stand: 2002), von denen nur Lasiopogon cinctus in Deutschland vorkommt. Die Art gehört in die Unterfamilie Stichopogoninae, die noch mit weiteren drei Arten aus der Gattung Stichopogon in Deutschland vertreten ist.